# Mompantero
Mompantero (Mompantè in piemontese, Monpantier in francese, Moumpantìa in franco-provenzale) è un comune italiano di 612 abitanti della città metropolitana di Torino in Piemonte. Situato nella Valle di Susa  con i suoi 30,10 km² adagiati ai piedi del monte Rocciamelone, risulta essere uno dei comuni più estesi della Valle.
L’agglomerato si compone di numerose frazioni. Alcune di esse sono distribuite lungo la sponda sinistra del torrente Cenischia: si tratta di San Giuseppe, Marzano, Trinità e Pietrastretta. Le frazioni Urbiano e Seghino, invece, sono collocate direttamente alle pendici della montagna, lungo la strada carrozzabile che con i suoi stretti tornanti e prolungati rettilinei conduce ad oltre trenta borgate montane dotate di un meraviglioso paesaggio alpino, quello della conca del Rocciamelone.
Disseminate lungo il versante della montagna vi sono molte borgate e case sparse, che si popolano essenzialmente nei mesi estivi, come ad esempio le borgate del Tour, Trucco, Chiamberlando, Cugno e la Braida. In tutte queste borgate sono presenti cappelle e piloni votivi risalenti al XV ed al XVII secolo, che testimoniano il ruolo centrale delle borgate nei secoli scorsi, quando, in particolar modo d’estate, potevano contare su una grossa popolazione. Tra le cappelle montane di assoluto rilievo si deve menzionare la cappella della Braida, che presenta al suo interno affreschi di straordinaria fattura.

## Storia
La presenza sul territorio di incisioni rupestri e di graffiti, rinvenute lungo la strada carrozzabile che conduce al Rocciamelone, dai 718 metri della chiesa della Madonna dell'Ecova ai 1.275 metri di Chiamberlando, testimonia con certezza l'insediamento sul territorio di antiche popolazioni pre-romane, quasi sicuramente di ceppo celtico.
Sul territorio sono presenti molti siti storici, che ci conducono dall'epoca romana, con l'acquedotto presente in frazione Urbiano (recentemente restaurato), ai resti della fortificazione del Pampalù, risalente al finire del XIX secolo, passando per i numerosi affreschi presenti sul territorio risalenti al XV ed al XVII secolo e per i ruderi della casaforte presente in frazione Trinità, simbolo del Comune.
Non mancano, infine, segni e testimonianze di una storia ben più recente. Il comune di Mompantero è infatti strettamente legato alle vicende della Resistenza. Tra tutti gli avvenimenti è sicuramente da ricordare la battaglia svoltasi presso la borgata delle Grange Sevine il 26 agosto 1944 tra la divisione partigiana "Stellina", capeggiata dal comandante "Aldo Laghi" Giulio Bolaffi, ed i nazifascisti, per la quale è stato installato un cippo commemorativo a quota 1.960 m. Al fine di ricordare tale avvenimento, a partire dal 1988 si tiene sui sentieri partigiani la gara internazionale di corsa in montagna denominata "Memorial Partigiani Stellina".
Ma non vi è solamente l'episodio della battaglia delle Grange Sevine; a questo riguardo è possibile visitare presso la sede comunale il Museo della Resistenza che, attraverso la raccolta di un elevato numero di materiale, testimonia il sacrificio partigiano nella lotta per la libertà ed evidenzia la necessità di non dimenticare.

### Simboli
Lo stemma e il gonfalone del comune di Mompantero sono stati concessi con decreto del presidente della Repubblica del 23 febbraio 2016.
Il gonfalone è un drappo di rosso.

## Monumenti e luoghi d'interesse
La montagna di Mompantero è in grado di offrire al visitatore uno straordinario patrimonio naturalistico. Sul territorio sono presenti due S.I.C.: l'oasi xero-termiche e le praterie del Rocciamelone. Si tratta di una montagna non ancora troppo “turisticizzata”, il che permette al turista di assaporare in pieno la natura ed ogni sfaccettatura legata alla vita montana, permettendo al visitatore di vivere un'esperienza di montagna reale.
È possibile effettuare escursioni in un ambiente ancora gradevolmente naturale, in grado di offrire al visitatore degli scenari mozzafiato. L'escursione per eccellenza è sicuramente l'ascesa al Rocciamelone, cima più elevata della Valle di Susa con i suoi 3.538 metri. La vetta del Rocciamelone è anche un'importante meta di pellegrinaggio, essendo presente sulla cima la statua delle Madonna delle Nevi, condotta in cima dagli alpini nel 1899. La vetta del Rocciamelone è meta di pellegrinaggio sin dal 1358 quando Bonifacio Rotario d'Asti, per adempiere ad un voto, portò sulla vetta della montagna un trittico bronzeo raffigurante la Vergine con il Bambino, ora conservato presso il museo diocesano di Susa.
Dedicato alla Madonna del Rocciamelone, vi è poi il santuario in frazione Pietrastretta, edificato oltre 50 anni fa all'inizio della mulattiera che conduce la vetta. Il santuario della Madonna del Rocciamelone è teatro ogni 5 agosto dello svolgimento delle celebrazioni della Madonna, patrona del comune di Mompantero.
Tra le altre escursioni di notevole rilevanza che possono essere effettuate sul territorio di Mompantero vi sono quelle che conducono sul percorso GTA, sul Sentiero dei Monaci e sul Sentiero 2000. Non va infine dimenticato il Sentiero dei Partigiani, dove si corre il "Memorial Stellina", gara internazionale di corsa in montagna.

## Società

### Evoluzione demografica
Lo spopolamento progressivo della montagna ha portato al dimezzamento degli abitanti negli ultimi cent'anni.
Abitanti censiti

### Etnie e minoranze straniere
Secondo i dati ISTAT al 31 dicembre 2009, la popolazione straniera residente era di 28 persone. Le nazionalità maggiormente rappresentate in base alla loro percentuale sul totale della popolazione residente erano:
- Romania 8 (1,17%)
- Albania 8 (1,17%)

### Tradizioni e folclore

#### Festa dell'orso
Il primo week-end del mese di febbraio si svolge in Frazione Urbiano quella che è considerata per eccellenza la festa tradizionale di Mompantero, ossia "Il Ballo dell’Orso" o "Fora l"Ours".
Si tratta di una festa ricca di significati allegorici, unica nel suo genere in tutto il panorama alpino, dove la figura dell'orso ricopre un ruolo assolutamente predominante all’interno della manifestazione.
Le origini di questa festa si perdono nella notte dei tempi, tant'è che non vi sono elementi per poter stabilire esattamente quando questa sia iniziata. Le origini, pertanto, sono ad oggi parzialmente ignote, ma sono molteplici le ipotesi circa la sua genesi.
Una leggenda, forse la più suggestiva, afferma che un barbaro era giunto alle pendici del Rocciamelone ed aveva terrorizzato le popolazioni locali; si trattava di un soggetto che non parlava la lingua del posto e che era totalmente ricoperto di peli. Una volta catturato veniva reso mansueto con del vino rosso ed il ballo con la ragazza più bella del paese; in questo modo riusciva ad integrarsi con la popolazione locale.
Poi vi sono chiavi di lettura religiose. La festa, infatti, si svolge la prima domenica di febbraio in occasione della festa di santa Brigida, patrona della Frazione Urbiano ed è legata alla celebrazione cristiana della Candelora, dove tradizionalmente si procedeva con la benedizione delle candele simbolo di Cristo. A questa interpretazione cristiana della festa, si sovrappone una chiave di lettura celtica, secondo la quale la festa deriva dalle celebrazioni in onore di una divinità pre-cristiana di origini irlandesi, Brigit, alla quale è poi succeduta la cristiana santa Brigida.
Vi sono poi interpretazioni legate all'astrologia ed alla meteorologia. Secondo dei proverbi tramandati di generazione in generazione ad Urbiano, parrebbe infatti che esistano interpretazioni della festa legate all’arrivo della primavera. Un proverbio popolare afferma che "se l’orso fa seccare la sua paglia, non esce più per 40 giorni". Ciò vorrebbe dire che se il giorno della festa fa bel tempo, il rigido inverno si protrarrà per altri 40 giorni, mentre se il giorno della festa fa brutto tempo e quindi la paglia non "secca", la bella stagione è alle porte.
I festeggiamenti iniziano il sabato sera con la "caccia all’orso" da parte dei cacciatori. La Pro Loco ed il Comune di Mompantero organizzano per il sabato sera un percorso eno-gastronomico per le vie di Urbiano chiamato "Mingia e Beiva". In questa serata i cacciatori si rifocillano per poi partire nella notte alla ricerca dell'orso.
La giornata della domenica si caratterizza invece per una prima parte legata alle celebrazioni religiose nella cappella di Urbiano (dedicata proprio a santa Brigida), con la benedizione e la distribuzione del pane.
Nel pomeriggio la festa entra nel vivo con il ballo dell'orso. L'orso, oramai catturato e reso mansueto con grosse dosi di vino rosso, viene condotto nella piazza principale di Urbiano dai cacciatori. Giunto in piazza l'orso viene fatto ballare con la più bella ragazza del paese. Reso del tutto inerme, l'orso non incute più timore nella popolazione, fino a poco tempo prima terrorizzata.
All'interno dello svolgimento della festa, assume un ruolo fondamentale la figura del "cacciatore". Tale figura è essenziale non solo per garantire il rispetto delle tradizioni, ma anche per dettare i tempi del ballo della domenica pomeriggio oltre che per compiere la delicata e complicata fase della vestizione dell'orso.
Per tale ragione nel 2011 si è costituito il "Comitato dei Cacciatori dell'Orso". Si tratta di un’associazione avente la finalità di garantire il regolare svolgimento della festa e di preservare la tradizione, tramandando di generazione in generazione la fondamentale figura del cacciatore.

## Amministrazione

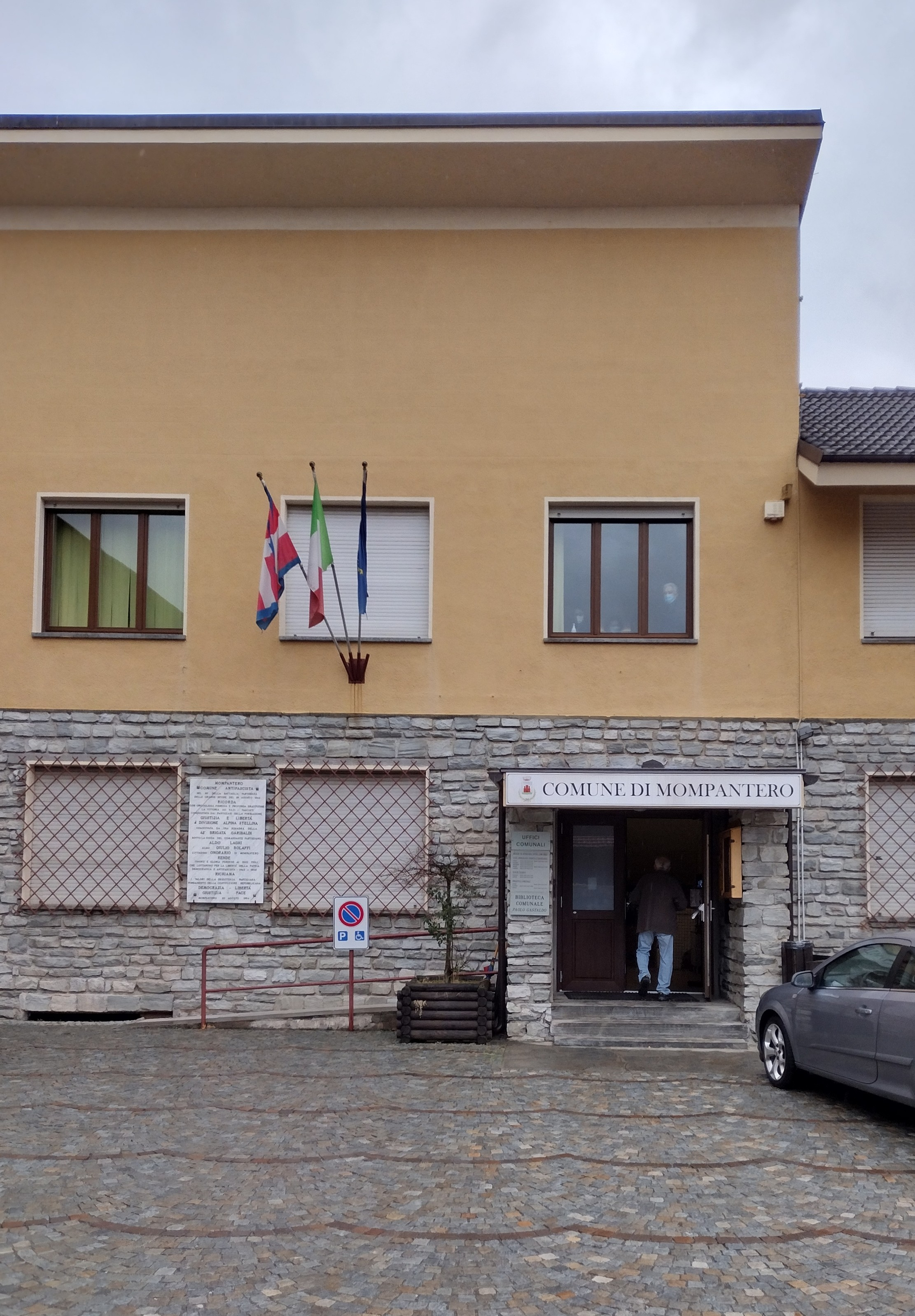
Il municipio

Di seguito è presentata una tabella relativa alle amministrazioni che si sono succedute in questo comune.
| Periodo        | Periodo        | Primo cittadino  | Partito                     | Carica  | Note  |
| -------------- | -------------- | ---------------- | --------------------------- | ------- | ----- |
| 16 giugno 1988 | 3 luglio 1989  | Franco Favro     | Partito Socialista Italiano | Sindaco | [ 8 ] |
| 3 luglio 1989  | 5 giugno 1993  | Romano Perino    | Democrazia Cristiana        | Sindaco | [ 8 ] |
| 16 giugno 1993 | 28 aprile 1997 | Romano Perino    | -                           | Sindaco | [ 8 ] |
| 28 aprile 1997 | 14 maggio 2001 | Franco Favro     | centro                      | Sindaco | [ 8 ] |
| 14 maggio 2001 | 30 maggio 2006 | Roberto Tavellin | centro-sinistra             | Sindaco | [ 8 ] |
| 30 maggio 2006 | 16 maggio 2011 | Piera Favro      | lista civica                | Sindaco | [ 8 ] |
| 31 maggio 2011 | 5 giugno 2016  | Piera Favro      | lista civica                | Sindaco | [ 8 ] |
| 5 giugno 2016  | 4 ottobre 2021 | Piera Favro      | lista civica                | Sindaco | [ 8 ] |
| 4 ottobre 2021 | in carica      | Davide Gastaldo  | lista civica                | Sindaco | [ 8 ] |

### Altre informazioni amministrative
A luglio 2009 è stato adottato il servizio di raccolta dei rifiuti "Porta a porta" e ciò rende Mompantero il primo comune italiano con meno di mille abitanti ad averlo adottato. Il comune faceva parte della Comunità Montana Valle Susa e Val Sangone.